# Secret de la correspondance
Le secret de la correspondance est un droit au maintien du caractère privé et secret des correspondances.
Il s’applique aux correspondances dont l'expéditeur pouvait attendre qu’elles bénéficient d'un minimum de confidentialité. En général, il s’applique aux courriers postaux et aux courriers électroniques. Une correspondance est en général définie comme toute relation par écrit entre deux personnes identifiables, qu’il s’agisse de lettres, de messages ou de plis ouverts ou fermés.
Il y a violation du secret de la correspondance lorsqu’une tierce personne prend connaissance d’un courrier à caractère privé qu’elle a obtenu de manière détournée ou frauduleuse.
En règle générale, les États ont des lois protégeant le secret de correspondance, mais s'attribuent eux-mêmes des exceptions (voir Écoute et Cabinet noir).

## Sources de droit

### Conseil de l'Europe
La Convention européenne des droits de l'homme et des libertés fondamentales du 4 novembre 1950 rappelle en son article 8, « le droit au respect de la correspondance ».
Le 5 septembre 2017, la Cour européenne des droits de l’homme (CEDH) s’est prononcée sur un cas opposant la Roumanie à l'un de ses citoyens, M. Bogdan Bărbulescu (licencié en 2007 au motif qu’il utilisait son adresse électronique professionnelle pour des correspondances privées). Dans sa décision, la Cour relève notamment que l’article 8 de la Convention européenne des droits de l'homme s’applique à toutes les correspondances, y compris professionnelles.
Toutefois, la CEDH a assoupli sa position lorsque le droit à la vie privée, à l'origine du secret de la correspondance, est en conflit avec le droit à un procès équitable,.

### Union européenne
Au sein de l'Union européenne, le secret de la correspondance est garanti par la directive européenne 97/66 du 15 décembre 1997 qui fait obligation aux États membres de garantir, par leur législation, la confidentialité des communications passées par la voie des télécommunications et d’interdire « à toute autre personne que les utilisateurs, sans le consentement des utilisateurs concernés, d’écouter, d’intercepter, de stocker les communications ou de les soumettre à quelque autre moyen d’interception ou de surveillance, sauf lorsque ces activités sont légalement autorisées ».

### Belgique
En Belgique, l'inviolabilité du "secret des lettres" fait l'objet de l'article 29 de la Constitution belge.

### Canada
Le terme « secret de la correspondance » n'est pas explicitement utilisé dans les lois canadiennes ou québécoises. En revanche, la contenu de lettres privées peut être visé par les protections conférées par la législation en matière de protection des renseignements personnels.
Il peut exister des limites légales au secret de la correspondance : par exemple, l'employeur peut surveiller les courriels et textos envoyés par l'employé, pour des motifs jugés raisonnables.
Une autre limite au secret de la correspondance est qu'en vue d'assurer la sécurité des pénitenciers, les directeurs d'établissement peuvent consulter les lettres des détenus. Il y a toutefois des critères à respecter lorsque cela concerne le secret professionnel de l'avocat, d'après l'arrêt Solosky c. La Reine.

### France
En France, la violation du secret de la correspondance, qu'elle circule par voie postale ou par un réseau de télécommunications, est actuellement réprimée par les articles 226-15 et 432-9 du code pénal et par l'article L 33-1 du code des postes et des communications électroniques.
- Art. 226-15. — Le fait, commis de mauvaise foi, d'ouvrir, de supprimer, de retarder ou de détourner des correspondances arrivées ou non à destination et adressées à des tiers, ou d'en prendre frauduleusement connaissance, est puni d'un an d'emprisonnement et de 45 000 euros d'amende. Est puni des mêmes peines le fait, commis de mauvaise foi, d'intercepter, de détourner, d'utiliser ou de divulguer des correspondances émises, transmises ou reçues par la voie des télécommunications ou de procéder à l'installation d'appareils conçus pour réaliser de telles interceptions.

- Art. 432-9. — Le fait, par une personne dépositaire de l'autorité publique ou chargée d'une mission de service public, agissant dans l'exercice ou à l'occasion de l'exercice de ses fonctions ou de sa mission, d'ordonner, de commettre ou de faciliter, hors les cas prévus par la loi, le détournement, la suppression ou l'ouverture de correspondances ou la révélation du contenu de ces correspondances, est puni de trois ans d'emprisonnement et de 45 000 euros d'amende. Est puni des mêmes peines le fait, par une personne visée à l'alinéa précédent ou un agent d'un exploitant de réseau ouvert au public de communications électroniques ou d'un fournisseur de services de télécommunications, agissant dans l'exercice de ses fonctions, d'ordonner, de commettre ou de faciliter, hors les cas prévus par la loi, l'interception ou le détournement des correspondances émises, transmises ou reçues par la voie des télécommunications, l'utilisation ou la divulgation de leur contenu.

S'inspirant du droit à un procès équitable défendu par la CEDH, les juridictions françaises ont elles aussi assoupli leurs positions avec la notion de droit de la preuve, qui permet par exemple aux époux en instance de divorce d'utiliser des courriers ou SMS reçus. La Cour de Cassation a rappelé en 2009 qu'« il est admis depuis longtemps que le secret des correspondances cède en matière de divorce devant la nécessité de prouver des faits qui, par leur nature même, sont souvent intimes ». Cet aménagement du droit de la preuve s'applique aussi dans le cadre des relations entre salarié et employeur.
En ce qui concerne des diffamations émises à l'égard d'un tiers dans une correspondance, et la possibilité d'utiliser cette correspondance comme prouvant une diffamation publique ou privée, la Cour de Cassation a émis deux solutions différentes en fonction des circonstances.
Un article Ban Public donne d'autres informations sur les dérogations légales au secret de la correspondance en prison.

### Suisse
En Suisse, le secret de correspondance est consacré à l'article 13 de la Constitution fédérale, qui dispose que « [t]oute personne a droit au respect de sa correspondance et des relations qu’elle établit par la poste et les télécommunications ». Le Code pénal suisse sanctionne, sur plainte, la violation illégale du secret de la correspondance par une amende (pouvant aller jusqu'à 10 000 francs). De plus, le Code pénal suisse contient également une disposition sanctionnant en particulier la personne soumise, du fait de son activité professionnelle, au secret des postes ou des télécommunications et qui violerait le secret de correspondance (poursuivi d'office sans qu'une plainte soit nécessaire).
En effet, en droit suisse, la protection du secret des postes découle implicitement de la disposition pénale qui en sanctionne la violation. La loi fédérale sur la poste, qui règle la fourniture de service postaux à titre professionnel ainsi que les services de paiement relevant du service universel par La Poste Suisse, ne contient pas de norme prescrivant expressément un devoir de garder le secret. En revanche en matière de télécommunications, l'art. 43 de la loi fédérale applicable dispose que « [i]l est interdit à toute personne qui a été ou qui est chargée d’assurer un service de télécommunication de donner à des tiers des renseignements sur les communications des usagers; de même, il lui est interdit de donner à quiconque la possibilité de communiquer de tels renseignements à des tiers. ». 

## La censure postale en temps de guerre
Malgré la reconnaissance officielle du secret des lettres, et ce par tous les régimes, la censure occultant des correspondances avait été pratiquée dans toute l'Europe, depuis l'ouverture des postes royales aux particuliers, jusqu'à la fin du règne de Napoléon III ou le début de la Troisième République. (cf. Cabinet noir). Depuis cette époque, la censure postale n'en a pas moins été rétablie en temps de guerre par les différents belligérants, au nom de leur intérêt national. Mais alors, elle l'a été de façon ouverte, avec apposition sur les plis contrôlés de diverses marques de censure et bandes de fermeture (cf. Histoire postale, Données générales).